# اسلیکلیزارد (آلاباما)
اسلیکلیزارد (به انگلیسی: Slicklizzard) یک منطقهٔ مسکونی در ایالات متحده آمریکا است که در شهرستان واکر، آلاباما واقع شده‌است. اسلیکلیزارد ۱۰۰٫۸۹ متر بالاتر از سطح دریا قرار دارد.